# Casablanca (jazzclub)

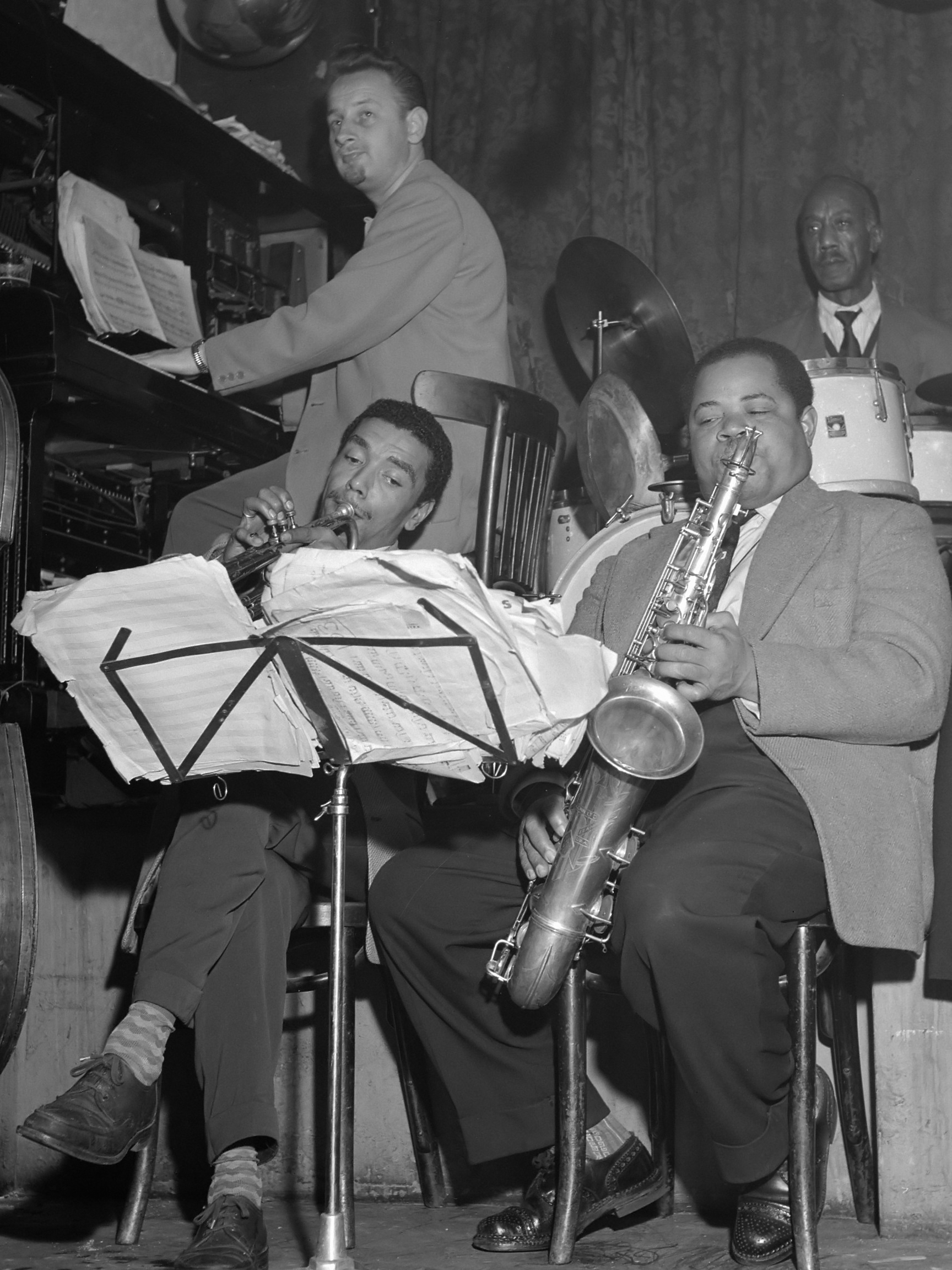
Jazzconcert in Casablanca aan de Zeedijk te Amsterdam (1956)

Casablanca is een oude en beroemde jazzclub van Nederland. Al in 1946 dansten op deze plek, aan de Zeedijk te Amsterdam, de mensen op de jazzklanken van Kid Dynamite, Teddy Cotton en andere jazz grootheden.

## Trivia
De enige bewegende beelden en de enige geluidsopnamen die van Teddy Cotton en Kid Dynamite bestaan, werden -waarschijnlijk in de dancing Casablanca - in het begin van de Tweede Wereldoorlog, gemaakt voor een propagandafilm op initiatief van de met de Duitse bezetter collaborerende NSB, als waarschuwing tegen de ontaarding van de Nederlandse cultuur door de verfoeilijke negermuziek. 'Barbarij' werd het vrolijk swingende nummer genoemd. De ironie wil, dat de film na WO2 als oorlogsbuit werd beschouwd en dus rechtenvrij door het Nederlands Jazz Archief van Herman Oppeneer ter beschikking kan worden gesteld. Onder meer voor de documentaire De Cotton Club (NPS,1995) van Theo Uittenbogaard.
Adele Bloemendaal zong een lied over Casablanca, waarin ze een link legde tussen de nachtclub en de transgenders die er een veilige plek vonden.
Transgenderpionier Aaïcha Bergamin danste kort na de Tweede Wereldoorlog als zeventienjarige in de kleren van haar zus in Casablanca.